# Cesare Mori
Cesare Mori (født 22. december 1871 i Pavia, død 6. juli 1942 i Udine) var en "prefetto" (præfekt) før og under fascisttiden i Italien. I Italien er han kendt som "Prefetto di Ferro" (dansk: jernpræfekten). 

## Tidlige år
Mori voksede op på et børnehjem og blev først anerkendt af sine biologiske forældre i oktober 1879. Han studerede ved militærakademiet i Torino og giftede sig med Angelina Salvi, en kvinde som ikke havde den medgift som var fastsat af de militære reguleringerne dengang, hvorfor Mori måtte trække sig ud af akademiet. I stedet gik han ind i politiet, hvor han først gjorde tjeneste i Ravenna og siden i Castelvetrano i provinsen Trapani (Sicilien), inden han drog til Firenze som vicekvæstor. Han vendte tilbage til Sicilien med gode resultater og gjorde derefter tjeneste som kvæstor i Torino, efterfulgt af Rom og Bologna. 
I 1921 var han præfekt i Bologna, hvor han var blandt de få medlemmer af ordensmagten, der modsatte sig den organiserede kriminalitet (squadrismo) i den fascistiske bevægelse. Han blev pensioneret i 1922, og flyttede sammen med sin kone til Firenze.

## Kampen mod mafiaen
På grund af sit ry som en handlingens mand, blev han i 1925 tilbagekaldt til aktiv tjeneste af ministeren Luigi Federzoni. Han blev udnævnt til præfekt i Trapani og ankom dertil den 6. juni samme år. Her opholdt han sig i et par måneder, inden Mussolini udnævnte ham til præfekt i Palermo den 20. oktober 1925, med særlige rettigheder over hele Sicilien, med det formål at udrydde mafiaen fra øen. Han tiltrådte stillingen den 22. oktober samme år og forblev i embedet frem til 1929.
Mori igangsatte et voldsomt angreb på den kriminelle aktivitet på Sicilien. Den 1. januar 1926 foretog han sin nok mest berømte aktion, besættelsen af landsbyen Gangi, en højborg for flere forskellige kriminelle bander. Han beordrede Carabinieri og politistyrker til at gennemsøge hvert eneste hus for at fange småkriminelle, lavtstående mafiamedlemmer og mistænkte på flugt. Mori nølede ikke med at bruge kvinder og børn som gidsler for at tvinge mistænkte til at overgive sig uden kamp. Det var denne slags barske metoder, som gav ham kaldenavnet "jernpræfekten".
Han fortsatte sine aktiviteter med nogenlunde samme taktik, ikke ulig dem der havde været i brug under anti-kriminalitetskampagnen kort efter Italiens Samling. Men hans undersøgelser kastede hurtig lys over forbindelserne mellem mafiabosserne og indflydelsesrige medlemmer af statsapparatet. Den 16. juni 1929 blev han udnævnt til senator af Mussolini og kaldt tilbage til Rom, mens den italienske statspropaganda stolt kunne meddele, at mafiaen var blevet besejret.

## Moris indflydelse
Effektiviteten og værdien af de metoder, Mori brugte mod mafiaen, er stadig omdiskuteret i dag. Hans ukonventionelle metoder var utvivlsomt effektive, i det mindste på kort sigt. Men de havde også en del negative sider.

## De sidste år
Som senator fortsatte Mori med at følge nøje med i sicilianske anliggender og sørgede for, at han altid var velinformeret om forholdene på øen. Men han havde ikke længere nogen indflydelse og var nu først og fremmest en marginal figur. I 1932 skrev han sine erindringer. Han gik af med pension og flyttede til Udine i 1941, hvor han døde et år senere som en glemt figur i et land, hvor den 2. verdenskrig rasede.